# Aspidoscelis hyperythrus
Aspidoscelis hyperythrus (помаранчевогорлий батогохвіст) — вид ящірок родини теїдових (Teiidae). Мешкає в США і Мексиці.

## Підвиди
Виділяють три підвиди:
- Aspidoscelis hyperythrus beldingi (Stejneger, 1894);
- Aspidoscelis hyperythrus hyperythrus (Cope, 1863);
- Aspidoscelis hyperythrus schmidti (Van Denburgh & Slevin, 1921).

## Поширення і екологія
Помаранчевогорлі батогохвости мешкають на Каліфорнійському півострові (на південь від округів Оріндж і Сан-Бернардіно), а також на островах Магдалена і Санта-Маргарита в Тихому океані та на островах Сан-Маркос і Лос-Коронадос в Каліфорнійській затоці. Вони живуть в чапаралі, прибережних шавлієвих чагарниках, на кам'янистих схилах пагорбів та в заростях на берегах річок, переважно на висоті до 900 м над рівнем моря. Віддають перевагу відкритим місцевостям між заростями рослинності. Відкладають яйця.